# Clark Howat
John Clark Howat (Contea di Calaveras, 22 gennaio 1918 – Arroyo Grande, 30 ottobre 2009) è stato un attore statunitense.
È apparso in una cinquantina di film dal 1947 al 1984 ed ha recitato in più di 90 produzioni per il piccolo schermo dal 1952 al 1985.

## Biografia
Clark Howat debuttò al cinema a metà degli anni quaranta in alcuni ruoli non accreditati e in televisione nel 1950.
Nella sua lunga carriera televisiva diede vita a numerosi personaggi per varie serie, tra cui il dottor John Petrie (secondo altre fonti Jack Petrie) in 13 episodi della serie The Adventures of Dr. Fu Manchu (1956), il capitano Ron Frankle in due episodi della serie Dragnet 1967 (1969), oltre 19 episodi con altri ruoli) e numerosi altri personaggi secondari o apparizioni da guest star in molti episodi di serie televisive dagli anni cinquanta agli anni ottanta, come The Public Defender, Death Valley Days, The 20th Century-Fox Hour, Navy Log, Suspicion, Letter to Loretta, Indirizzo permanente, General Electric Theater, Gli inafferrabili, Perry Mason, Marcus Welby.
La sua carriera cinematografica conta varie interpretazioni, tra cui quelle dell'agente Nick in I ragni della metropoli (1950), Al Lyon in Nervi d'acciaio (1952), Bob Warren in Delitto alla televisione (1953), George Graves in Voi assassini (1955), il detective della polizia Talbot in I banditi del petrolio (1956), il sergente Nash in La Terra contro i dischi volanti (1956), il maggiore Bergen in Il mostro dei cieli (1957) e Bert Weatherby in Airport (1970).
Terminò la carriera televisiva interpretando il capitano Condon nell'episodio The Assassin della serie T.J. Hooker che fu mandato in onda il 13 novembre 1985, mentre per il cinema l'ultima interpretazione risale al film 24 ore per non morire (1984), in cui interpretò un giudice.
Morì a Arroyo Grande, in California, il 30 ottobre 2009.

## Filmografia

### Attore

#### Cinema
- Il miracolo della 34ª strada (Miracle on 34th Street), regia di George Seaton (1947)
- Il dottore e la ragazza (The Doctor and the Girl), regia di Curtis Bernhardt (1949)
- Assalto al cielo (Chain Lightning), regia di Stuart Heisler (1950)
- Women from Headquarters, regia di George Blair (1950)
- Customs Agent, regia di Seymour Friedman (1950)
- Lo sfruttatore (Once a Thief), regia di W. Lee Wilder (1950)
- Non ci sarà domani (Kiss Tomorrow Goodbye), regia di Gordon Douglas (1950)
- Per noi due il paradiso (My Blue Heaven) (1950)
- Il sentiero degli Apaches (California Passage), regia di Joseph Kane (1950)
- I ragni della metropoli (Gambling House), regia di Ted Tetzlaff (1950)
- The Valparaiso Story, regia di Frank R. Strayer (1951)
- Missing Women, regia di Philip Ford (1951)
- L'avamposto degli uomini perduti (Only the Valiant), regia di Gordon Douglas (1951)
- La legge del mare (Fighting Coast Guard), regia di Joseph Kane (1951)
- Il continente scomparso (Lost Continent), regia di Sam Newfield (1951)
- Saturday's Hero, regia di David Miller (1951)
- All That I Have, regia di William F. Claxton (1951)
- La città che scotta (FBI Girl), regia di William Berke (1951)
- Nervi d'acciaio (Steel Town), regia di George Sherman (1952)
- The Fabulous Senorita, regia di R.G. Springsteen (1952)
- Nessuno mi salverà (The Sniper), regia di Edward Dmytryk (1952)
- Paula, regia di Rudolph Maté (1952)
- L'autocolonna rossa (Red Ball Express), regia di Budd Boetticher (1952)
- It Grows on Trees, regia di Arthur Lubin (1952)
- Rainbow 'Round My Shoulder, regia di Richard Quine (1952)
- Androclo e il leone (Androcles and the Lion), regia di Chester Erskine (1952)
- La belva dell'autostrada (The Hitch-Hiker), regia di Ida Lupino (1953)
- Prigionieri della città deserta (Split Second), regia di Dick Powell (1953)
- Il 49º uomo (The 49th Man), regia di Fred F. Sears (1953)
- La città che non dorme (City That Never Sleeps), regia di John H. Auer (1953)
- The Joe Louis Story, regia di Robert Gordon (1953)
- Delitto alla televisione (The Glass Web), regia di Jack Arnold (1953)
- Rischio sicuro (Security Risk), regia di Harold D. Schuster (1954)
- Gangsters in agguato (Suddenly), regia di Lewis Allen (1954)
- Prima dell'uragano (Battle Cry), regia di Raoul Walsh (1955)
- Bandiera di combattimento (The Eternal Sea), regia di John H. Auer (1955)
- Voi assassini (Illegal), regia di Lewis Allen (1955)
- I banditi del petrolio (The Houston Story) (1956)
- La Terra contro i dischi volanti (Earth vs. the Flying Saucers), regia di Fred F. Sears (1956)
- Le avventure di mister Cory (Mister Cory) (1957)
- Il mostro dei cieli (The Giant Claw), regia di Fred F. Sears (1957)
- Tempi brutti per i sergenti (No Time for Sergeants) (1958)
- The High Powered Rifle, regia di Maury Dexter (1960)
- Febbre nel sangue (A Fever in the Blood), regia di Vincent Sherman (1961)
- La notte del delitto (Twilight of Honor), regia di Boris Sagal (1963)
- Airport, regia di George Seaton (1970)
- Billy Jack, regia di T.C. Frank (Tom Laughlin) (1971)
- Money to Burn, regia di Virginia L. Stone (1983)
- 24 ore per non morire (Running Hot), regia di Mark Griffiths (1984)

#### Televisione
- Beulah – serie TV, un episodio (1952)
- Fireside Theatre – serie TV, 5 episodi (1949-1955)
- Space Patrol – serie TV, un episodio (1952)
- Squadra mobile (Racket Squad) – serie TV, un episodio (1952)
- The Unexpected – serie TV, un episodio (1952)
- Le inchieste di Boston Blackie (Boston Blackie) – serie TV, 2 episodi (1952)
- Your Favorite Story – serie TV, un episodio (1953)
- Adventures of Superman – serie TV, un episodio (1953)
- Mickey Rooney Show (The Mickey Rooney Show) – serie TV, episodi 1x02-1x15-1x22 (1954-1955)
- The Public Defender – serie TV, 3 episodi (1954-1955)
- The Lineup – serie TV, 2 episodi (1954-1956)
- Waterfront – serie TV, un episodio (1954)
- The Ford Television Theatre – serie TV, un episodio (1954)
- Mr. & Mrs. North – serie TV, un episodio (1954)
- The 20th Century-Fox Hour – serie TV, episodi 1x07-1x10 (1955-1956)
- Navy Log – serie TV, episodi 1x08-3x06 (1955-1957)
- The Millionaire – serie TV, 2 episodi (1955-1959)
- Le leggendarie imprese di Wyatt Earp (The Life and Legend of Wyatt Earp) – serie TV, 2 episodi (1955-1960)
- Scienza e fantasia (Science Fiction Theatre) – serie TV, episodi 1x04 (1955)
- Treasury Men in Action – serie TV, 2 episodi (1955)
- The Man Behind the Badge – serie TV, 2 episodi (1955)
- La pattuglia della strada (Highway Patrol) – serie TV, un episodio (1955)
- Death Valley Days – serie TV, 2 episodi (1955)
- General Electric Theater – serie TV, 4 episodi (1956-1961)
- Telephone Time – serie TV, un episodio (1956)
- TV Reader's Digest – serie TV, episodio 2x37 (1956)
- Combat Sergeant – serie TV, episodio 1x01 (1956)
- Lux Video Theatre – serie TV, un episodio (1956)
- The Adventures of Dr. Fu Manchu – serie TV, 13 episodi (1956)
- Studio 57 – serie TV, un episodio (1956)
- Cavalcade of America – serie TV, un episodio (1956)
- Il tenente Ballinger (M Squad) – serie TV, 2 episodi (1957-1958)
- Harbor Command – serie TV, 18 episodi (1957-1958)
- Suspicion – serie TV, 3 episodi (1957-1958)
- Letter to Loretta – serie TV, 5 episodi (1957-1959)
- Perry Mason – serie TV, 6 episodi (1957-1965)
- West Point – serie TV, episodi 1x18-1x25 (1957)
- Cheyenne – serie TV, un episodio (1957)
- Alfred Hitchcock presenta (Alfred Hitchcock Presents) – serie TV, un episodio (1957)
- Broken Arrow – serie TV, un episodio (1957)
- Tales of Wells Fargo – serie TV, un episodio (1958)
- Panico (Panic!) – serie TV, episodio 2x05 (1958)
- Target – serie TV, episodio 1x05 (1958)
- Tales of the Texas Rangers – serie TV, un episodio (1958)
- The Texan – serie TV, un episodio (1958)
- The Restless Gun – serie TV, episodio 2x11 (1958)
- Flight – serie TV, 2 episodi (1958)
- Bourbon Street Beat – serie TV, 2 episodi (1959-1960)
- Indirizzo permanente (77 Sunset Strip) – serie TV, 2 episodi (1959-1960)
- Avventure in fondo al mare (Sea Hunt) – serie TV, 3 episodi (1959-1960)
- Special Agent 7 – serie TV, un episodio (1959)
- Alcoa Presents: One Step Beyond – serie TV, un episodio (1959)
- Bat Masterson – serie TV, un episodio (1959)
- L'uomo ombra (The Thin Man) – serie TV, episodio 2x32 (1959)
- Markham – serie TV, un episodio (1959)
- Men Into Space – serie TV, episodio 1x09 (1959)
- Coronado 9 – serie TV, 2 episodi (1960-1961)
- Il carissimo Billy (Leave It to Beaver) – serie TV, 2 episodi (1960-1963)
- Gli intoccabili (The Untouchables) – serie TV, un episodio (1960)
- Carovane verso il west (Wagon Train) – serie TV, un episodio (1960)
- The Roaring 20's – serie TV, un episodio (1960)
- Lock-Up – serie TV, episodio 2x10 (1960)
- The Case of the Dangerous Robin – serie TV, un episodio (1961)
- Bronco – serie TV, un episodio (1961)
- 87ª squadra (87th Precinct) – serie TV, un episodio (1962)
- I detectives (The Detectives) – serie TV, episodio 3x19 (1962)
- Undicesima ora (The Eleventh Hour) – serie TV, un episodio (1962)
- Sotto accusa (Arrest and Trial) – serie TV, episodio 1x08 (1963)
- Gli inafferrabili (The Rogues) – serie TV, 2 episodi (1964-1965)
- Organizzazione U.N.C.L.E. (The Man from U.N.C.L.E.) – serie TV, un episodio (1964)
- I giorni di Bryan (Run for Your Life) – serie TV, un episodio (1966)
- Lucy Show (The Lucy Show) – serie TV, un episodio (1966)
- Dragnet 1967 – serie TV, 21 episodi (1967-1969)
- Lassie – serie TV, un episodio (1967)
- Al banco della difesa (Judd for the Defense) – serie TV, un episodio (1967)
- Prescription: Murder – film TV (1968)
- La fattoria dei giorni felici (Green Acres) – serie TV, un episodio (1968)
- Marcus Welby (Marcus Welby, M.D.) – serie TV, 2 episodi (1969-1974)
- O'Hara, U.S. Treasury – serie TV, 2 episodi (1971-1972)
- I nuovi medici (The Bold Ones: The New Doctors) – serie TV, un episodio (1971)
- Vanished – film TV (1971)
- Adam-12 – serie TV, un episodio (1971)
- The New Adventures of Perry Mason – serie TV, un episodio (1973)
- Sulle strade della California (Police Story) – serie TV, 3 episodi (1974-1975)
- Hawkins – serie TV, un episodio (1974)
- Mobile One – serie TV, un episodio (1975)
- Barnaby Jones – serie TV, un episodio (1977)
- Never Con a Killer – film TV (1977)
- Agenzia Rockford (The Rockford Files) – serie TV, un episodio (1977)
- Project UFO – serie TV, un episodio (1978)
- Dynasty – serie TV, un episodio (1983)
- Hotel – serie TV, un episodio (1985)
- T.J. Hooker – serie TV, un episodio (1985)

### Sceneggiatore
- I detectives (The Detectives) – serie TV, un episodio (1962)